# عبد الحميد عماري
عبد الحميد عماري عبد الحميد (24 أغسطس 1984 - ) لاعب كرة قدم سوداني ويُعرف باسم عبد الحميد السعودي نظراً لولادته في المملكة العربية السعودية.
أبرز محطاته كانت في نادي المريخ حيث فاز معه بلقب الدوري السوداني الممتاز مرتين وبكأس السودان 4 مرات. كما شارك مع المنتخب السوداني في كأس الأمم الأفريقية 2008 التي أقيمت في غانا.

## الإنجازات

### مع المريخ
- الدوري السوداني الممتاز (2): 2008، 2010
- كأس السودان (4): 2005، 2006، 2007، 2008

### مع المنتخب
- كأس سيكافا (1): 2007

## روابط خارجية
- عبد الحميد عماري على موقع الاتحاد الدولي (مؤرشف)  (الإنجليزية)
- عبد الحميد عماري على موقع قاعدة بيانات كرة القدم.إي يو (الإنجليزية)
- عبد الحميد عماري على موقع ناشيونال فوتبول تيمز (الإنجليزية)
- عبد الحميد عماري على موقع كووورة